# Pascal Languirand
Pascal Languirand (ur. 3 maja 1955 w Paryżu) – kanadyjski muzyk, założyciel zespołu Trans-X, członek zespołów Cybernium i Live On Video.

## Życiorys
Przygodę z muzyką rozpoczął w latach 70. Początkowo grał na gitarze elektrycznej oraz perkusji. Największe sukces odniósł w latach 80. z zespołem Trans-X. Jak sam przyznał, duży wpływ na jego twórczość mieli Tangerine Dream oraz Pink Floyd. Dużą popularność we Francji przyniósł mu utwór „Vivre sur video”, zaś krótko po tym odniósł międzynarodowy sukces z anglojęzyczną wersją tej piosenki – „Living on Video”.

## Dyskografia
albumy solowe
- Minos (1978)
- De Harmonia Universalia (1980)
- Vivre Ici Maintenant (1981)
- Soma (1989)
- Gregorian Waves (1991)
- Ishtar (1993)
- Pascal Languirand  (1993 – składanka)
- Renaissance (2002)

z Trans-X
- Message on the Radio (1983)
- Living on Video (1983)
- On My Own (1988)
- Trans-X xcess (1995)
- 010101 (2001)
- The Drag-Matic Album (2003)
- Hi-NRG Album (2012)